# Arrivederci amore, ciao
Arrivederci amore, ciao è un film del 2006, diretto da Michele Soavi, tratto dall'omonimo romanzo di Massimo Carlotto.
Prima del film il romanzo era stato trasposto anche in un fumetto. Il film segnò il ritorno sul grande schermo di Michele Soavi, dopo tante fiction; il regista non dirigeva più film per il cinema dal 1994, anno in cui diresse Dellamorte Dellamore.

## Trama
Giorgio Pellegrini è un ex terrorista fuggito dall'Italia dopo un ordine di cattura per appartenenza ad associazione sovversiva. Rifugiatosi in Sudamerica uccide un suo amico e torna in Italia.
Incalzato dalla Digos, fa i nomi dei suoi ex collaboratori e, dopo un breve periodo di carcerazione, rientra nel mondo civile. Scopre però che per riscattare la sua reputazione non gli resta che entrare nel giro di affari sporchi, dove è anche coinvolto il vicequestore della Digos Ferruccio Anedda.
Giorgio Pellegrini torna a vestire i panni dell'uomo borghese e si vuole sposare, ma scopre ben presto che i fantasmi del passato ancora lo tormentano.

## Colonna sonora
La colonna sonora del film contiene i seguenti brani:
1. Insieme a te non ci sto più (Caterina Caselli)
2. Aqualung (Jethro Tull)
3. La notte (Salvatore Adamo)
4. Shout (Tears for Fears)
5. She drives me crazy (Fine Young Cannibals)
6. Insieme a te non ci sto più (nuova versione) (Caterina Caselli)
7. Smoke on the Water (Deep Purple)

Soprattutto ritorna più volte nel corso del film Insieme a te non ci sto più (il titolo del film proviene da un verso della canzone), che ha un'importanza decisiva in quanto ricorda al protagonista frammenti del suo passato da terrorista. Per questa canzone il film ha vinto il David di Donatello nella specifica categoria.

## Riconoscimenti
- 2006 - David di Donatello
  - Miglior canzone originale (Insieme a te non ci sto più) a Caterina Caselli
  - Candidatura Migliore attrice non protagonista a Isabella Ferrari
  - Candidatura Miglior scenografia a Andrea Crisanti
- 2007 - Nastro d'argento
  - Candidatura Migliore attrice non protagonista a Isabella Ferrari
- 2006 - Globo d'oro
  - Miglior attore a Alessio Boni

## Collegamenti ad altre pellicole
- Quando Roberta ha allucinazioni causate dal medicinale che le dà Giorgio, distesa sul letto, i suoi capelli fluttuano nell'aria sfidando la forza di gravità, come in una scena quasi identica interpretata da Daria Nicolodi in Schock, diretto da Mario Bava nel 1977.